# HindIII
HindIII（ヒンディースリー）は、II型の制限酵素の一種で、EcoRIと並び、制限酵素としては最も代表的なものの一つである。ヘモフィルス-インフルエンザ菌のd株（Haemophilus influenzae d）から単離され、この菌株名より命名された。

## 作用
加水分解を介し、Mg2+の存在下で遺伝子中の　5'-AAGCTT-3'　という6塩基配列（回文配列）を認識し、AとAの間に切れ目を入れ、切り口に粘着末端を作り出す
HindIIIの切断パターン

```
 切断前の配列   　　　切断後の配列
 5'-AAGCTT-3'    5'-A     AGCTT-3'
 3'-TTCGAA-5'    3'-TTCGA     A-5'
```